# Liv Kristine
Liv Kristine (teljes nevén: Liv Kristine Espenæs; Stavanger, 1976. február 14. –) a Theatre of Tragedy és a Leaves' Eyes együttesek egykori énekese.

## Karrier
Fiatal korától zenekedvelő volt. Háttérénekesként csatlakozott a Theatre of Tragedyhez, de hamar már együtt énekelt a zenekar énekesével, Raymond István Rohonyival. 1996 óta Németországban él, 2003-ban az Atrocity zenészeiből - köztük férjével, Alexander Krullal is - alakított egy új együttest, a Leaves' Eyest. Öt szólólemeze is megjelent. Liv szoprán énekes. 2005-ben Grammy-díjra jelölték. 2016-ban távozni kényszerült a Leaves' Eyes-ból, helyére a finn származású Elina Siirala került, aki az Enkelination alapítója és énekese. 2017. december 14-én húga, Carmen Elise Espenæs csapata, a folk-metalt játszó Midnattsol bejelentette, hogy Liv  – aki korábbi albumaikon is vendégszerepelt – állandó tagja lett az együttesnek.

## Magánélet
2003. július 3-án ment feleségül Alexander Krullhoz. Egy fiuk született, Leon Alexander. Húga, Carmen Elise Espenæs, a Midnattsol együttes énekese. Liv Kristine és férje mindketten vegetariánusok. 2016-ban Liv elvált Krulltól.

## Diszkográfia

### Theatre of Tragedyvel
- Theatre of Tragedy - Demo (1994)
- Theatre of Tragedy (1995)
- Velvet Darkness They Fear (1996)
- A Rose for the Dead - EP (1997)
- Aégis (1998)
- Musique (2000)
- Closure: Live - Live (2001)
- Inperspective - Compilation EP (2001)
- Assembly (2002)

#### Kislemezek
- Der Tanz Der Schatten (1996)
- Cassandra (1998)
- Image (2000)
- Machine (2001)
- Let You Down (2002)
- Envision (2002)

### Leaves' Eyes-zal
- Lovelorn (2004)
- Vinland Saga (2005)
- We Came with the Northern Winds - En Saga I Belgia (CD/DVD, 2009)
- Njord (2009)
- Meredead (2011)

#### Kislemezek, EP-k
- Into Your Light (2004)
- Elegy (2005)
- Legend Land (EP, 2006)
- My Destiny" (2009)
- At Heaven's End (EP, 2010)
- Melusine (EP, 2011)

### Szóló albumok

#### Stúdióalbumok
- Deus ex Machina (1998)
- Enter My Religion (2006)
- Skintight (2010)

#### EP-k
- Shape (1999)
- Fake a Smile (2006)

#### Kislemezek
- 3am (1998)
- Take Good Care (1998)
- 3am - Fanedition (1999)
- One Love (1999)
- Fake a Smile (2006)
- Over The Moon (2006)
- Trapped in Your Labyrinth (2006)
- Skintight (2010)